# 尤格德瓦國家公園
62°25′N 58°47′E / 62.417°N 58.783°E

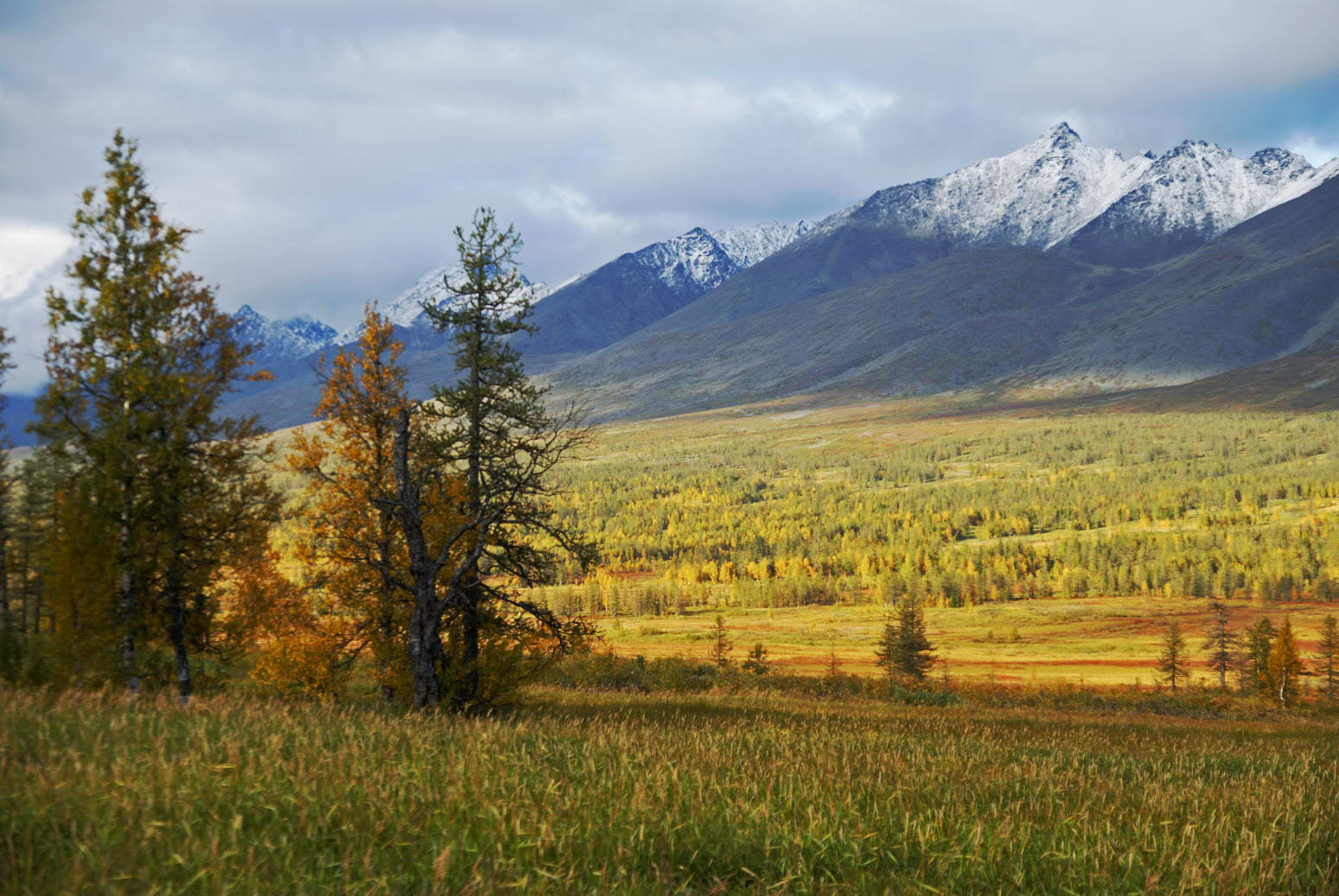

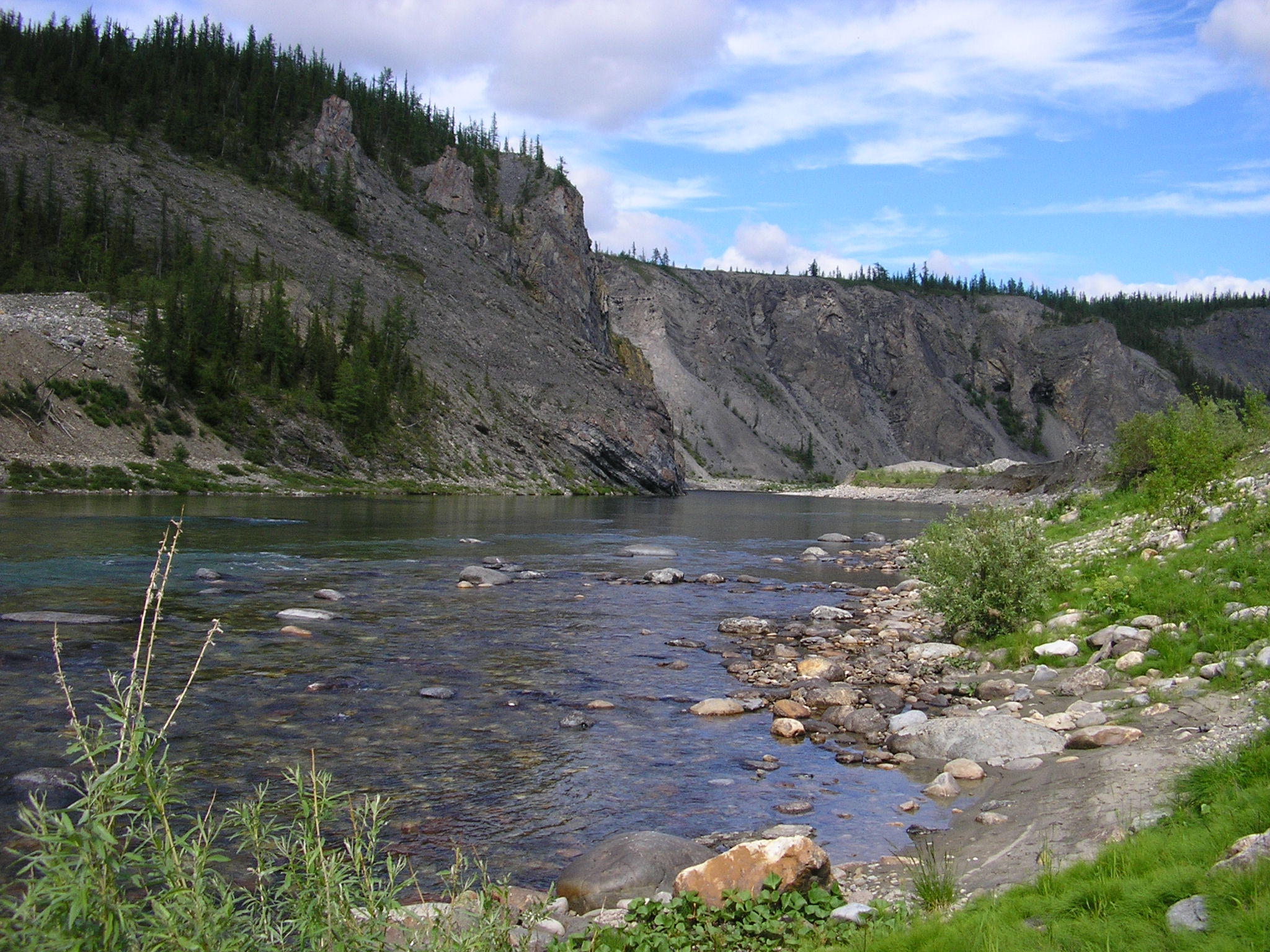

尤格德瓦國家公園是俄羅斯的國家公園，位於該國西北部科米共和國，成立於1994年4月23日，面積18,917平方公里，有雪兔、鼯鼠、馴鹿、白鼬、水獺、駝鹿、狼、狐、貂熊、熊、松貂、鼬、北極狐等哺乳類動物棲息。